# JTEKT
JTEKT Corporation (TYO: 6473.T
) er et japansk industriselskab og producent af bildele. Det blev etableret i 2006 ved en fusion mellem Koyo Seiko og Toyoda Machine Works.
Produkterne omfatter lejer, drivlinjer, maskinværktøj, styreprodukter og bevægelseskontrol.